# Ryszard Wincenty Berwiński
Ryszard Wincenty Berwiński (Poznań, 28 febbraio 1819 – Costantinopoli, 19 novembre 1879) è stato un poeta e scrittore polacco.

## Biografia
Nacque a Poznań e studiò dapprima a Breslavia e successivamente a Berlino dove si laureò in filologia.
Esperto e profondo conoscitore della cultura polacca, dal 1836 iniziò a scrivere e a pubblicare novelle e racconti riguardanti gli usi, i costumi, il folklore della sua terra, nella rivista Przyjaciel Ludu. Ha anche collaborato con la Gazeta Polska di Poznań.
Nel 1844 fu stampata una raccolta di versi, influenzata dal pensiero filosofico e politico di E.Dembowski, intitolata Libri della luce e dell'illusione e Il libro della vita e della morte.
Negli anni caldi dell'Ottocento, dal 1840 al 1845, fu uno dei leader del movimento insurrezionale. A causa del suo attivismo politico subì un arresto e rimase incarcerato fino al 1847, dapprima a Nowy Wiśnicz e successivamente a Berlino.
Una volta riacquistata la libertà riprese l'attivismo politico, preparando nei dettagli la ribellione del 1848.
Intorno al 1850 i medici gli diagnosticarono una malattia nervosa, per la quale ricevette un trattamento terapeutico negli anni successivi. Abitò a Poznań e tornò all'attività politica.
Dopo il fallimento della insurrezione, Berwiński si dedicò temporaneamente alla pubblicistica, prima di intraprendere per un biennio, dal 1852 al 1854 la carriera parlamentare assumendo il ruolo di delegato al parlamento prussiano. Alla notizia della guerra di Crimea si dimise e partì per Parigi, e più tardi per Costantinopoli.
Solamente nel 1854 si ripresentò al mondo letterario con un saggio sul folklore intitolato Studi sulla letteratura popolare da un punto di vista storico e della critica scientifica.
Nel 1855, durante il suo soggiorno a Costantinopoli, si unì alle truppe di Sadyk Sultan Pascià, quindi dalla fine della guerra di Crimea fino al 1871 prestò servizio nel secondo reggimento ottomano di dragoni, nella speranza dell'aiuto turco ai polacchi contro i russi.
Nel 1879 morì in povertà e oblio.
Numerose città polacche lo ricordano avendogli dedicato una via o una piazza, come ad esempio Poznan e Cracovia.
Ryszard Berwiński è stato uno dei poeti più importanti dell'epoca romantica della Grande Polonia. Le sue opere riflettono il grande impatto della Grande Polonia e del paganesimo slavo. Nelle liriche, per lo più erotiche, il romanticismo è fuso assieme al realismo dell'autore. Inoltre scrisse poesie satiriche e studi sulla letteratura popolare.

## Opere principali
- O dwunastu rozbójnikach, (1838)
- Bogunka na Gople, (1840)
- Don Juan Poznański, (1842) (parodia del Don Giovanni di George Byron)